# Staurogyne concinnula
Staurogyne concinnula är en akantusväxtart som först beskrevs av Henry Fletcher Hance, och fick sitt nu gällande namn av Ktze.. Staurogyne concinnula ingår i släktet Staurogyne och familjen akantusväxter. Inga underarter finns listade i Catalogue of Life.